# Cyrtotria mitrata
Cyrtotria mitrata är en kackerlacksart som beskrevs av Rehn, J. A. G. 1922. Cyrtotria mitrata ingår i släktet Cyrtotria och familjen jättekackerlackor. Inga underarter finns listade i Catalogue of Life.